# John James Abert

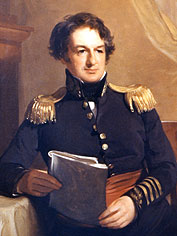
John James Abert, chef för den amerikanska topografiska kåren 1838-1861

John James Abert, född 17 september 1788 i Mecklenburg (nuvarande Shepherdstown), Virginia (nuvarande West Virginia), död den 27 januari 1863, i Washington, DC. Chef för den amerikanska topografiska kåren 1838-1861.

## Militär karriär
J. J. Abert blev kadett vid den amerikanska krigsskolan i West Point 1808. Efter examen 1811 avstod han från en officersutnämning. 1814 anställdes han dock som fältmätare vid ingenjörskåren med major i arméns rang och utnämndes till överstelöjtnant i armén 1824 på grund av tio års lång och trogen tjänst i samma grad. Vid den topografiska kårens tillkomst 1838 befordrades han till överste vid denna kår och chef för densamma. Han tog avsked med pension 1861.

## Verksamhet
Efter sin examen från West Point var J. J. Abert anställd vid krigsdepartementet medan han studerade juridik. Han avlade advokatexamen 1813. Han deltog i 1812 års krig, som menig soldat i District of Columbias milistrupper. Efter sin anställning vid ingenjörskåren som fältmätare tjänstgjorde han framförallt som väg- och vattenbyggnadsingenjör fram till 1829, då han övertog chefskapet för fältmätningsbyrån. Abert var pådrivande vid fältmätningsbyråns omvandling till en topografisk kår, för vilken Abert var chef under hela dess tillvaro utom de två sista åren. Under Aberts ledning karterade den topografiska kåren Mississippifloden, de Stora sjöarna och Oregonterritoriet.